# شيفروليه لومينا

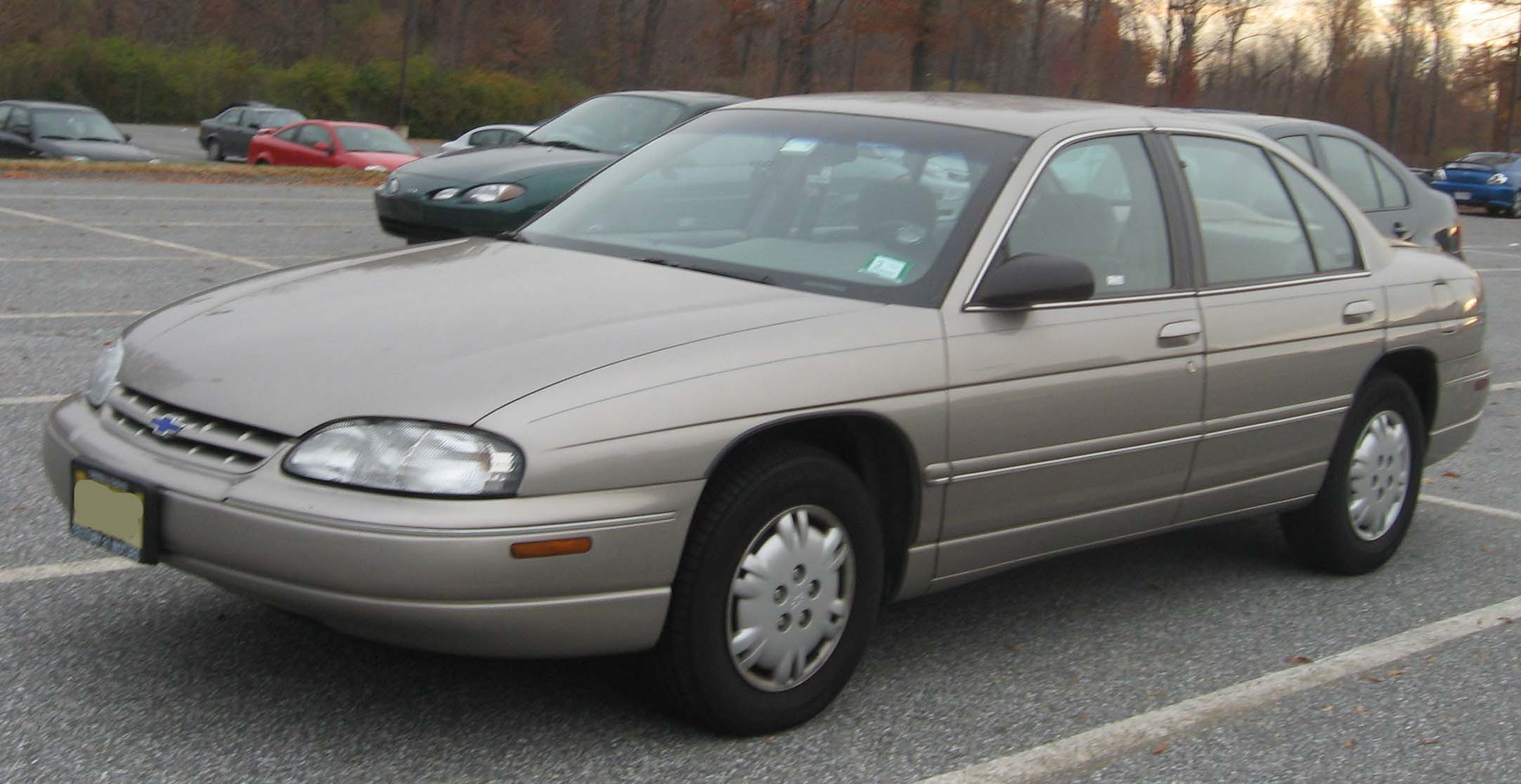
شيفرولية لومينا التي انتجت من سنة 1995م حتى 1998م

لومينا هي سيارة تصنعها شركة شيفروليه الأمريكية التابعة لشركة جنرال موتورز وقد أنتجت لأول مرة في العام 1990م لغاية العام 1998م إلى أن تم نقل اسمها لشركة هولدن الأسترالية إحدى شركات جنرال موتورز تحت مسميات مختلفة حسب السوق الموجهة إليه.

## الفئات

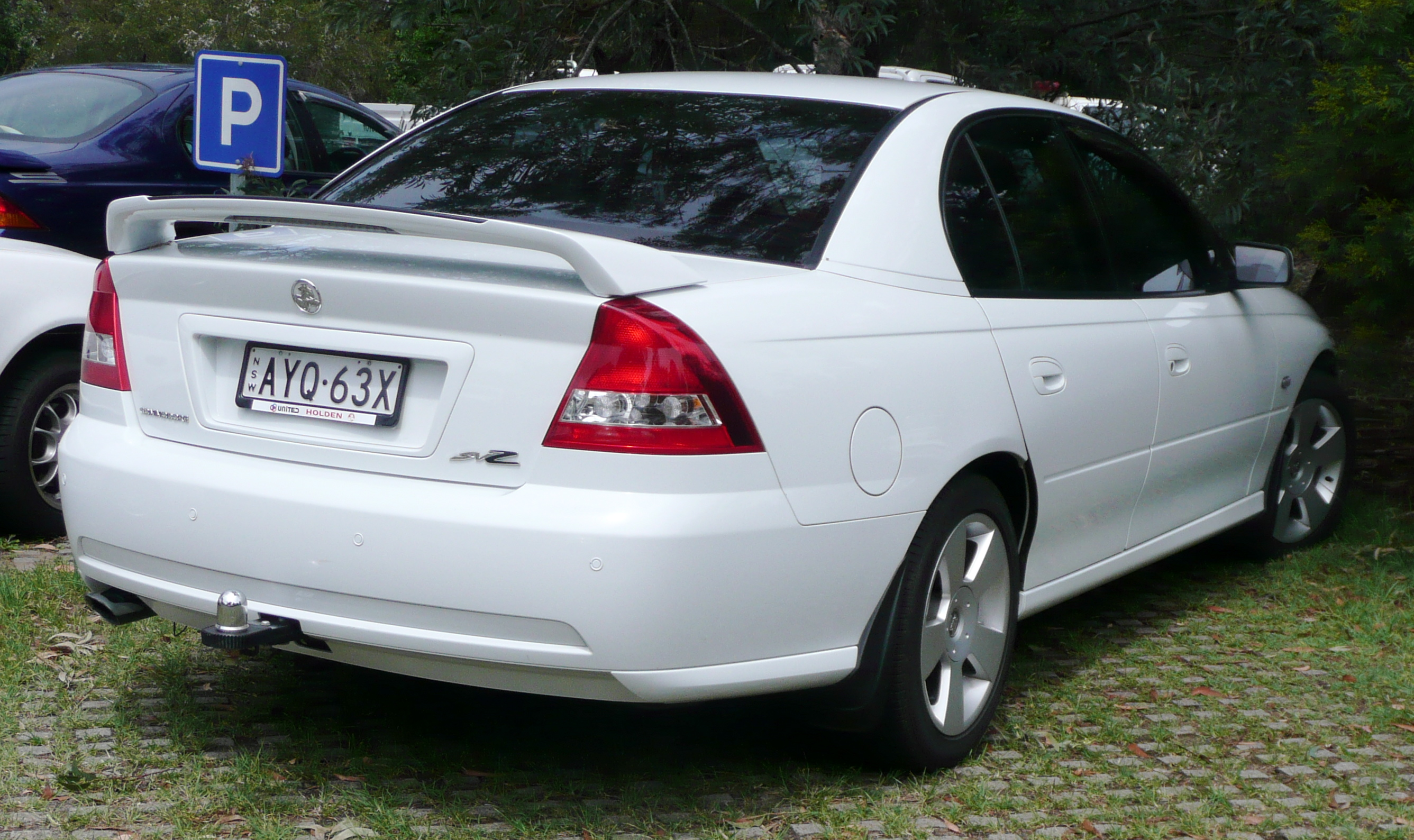
شيفرولية لومينا بين عام 2003م وعام 2006م

- LS (وهي تعبر عن المواصفات الاقتصادية) طراز عادي بمواصفات قياسية بمحرك V6 (كومودور اوميغا)
- LTZ (وهي تعبر عن المواصفات الإضافية) طراز عادي بمواصفات اضافية بمحرك V6 (كومودور بيرلينا)
- S (وهي تعبر عن الموصفات القياسية) طراز عادي بزوائد رياضية بمحرك V6 (كومودور SV6)
- ROYALE (وهي تعبر عن المواصفات الفاخرة والرياضية ) طراز فاخر بزوائد رياضية بمحرك V8 محرك ss (كومودور Calais) إصدار محدود سنه 2006
- SS (وهي تعبر عن المواصفات الرياضية) طراز رياضي بزوائد رياضية بمحرك V8 من الجيل الرابع 6000cc 362 hp ومواصفات رياضية كاملة (كومودور SSV)
- HSV CR8 طراز محدود جدا سنه 2008 و2009 (اقوئ الأنواع) طراز رياضي كامل بزوائد رياضيه تفوق الss مع محرك 6200cc LS3 V8 قوي جدا بقدرة حصانية 430 hp صافي (HSV Clubsport R8)

## المحركات

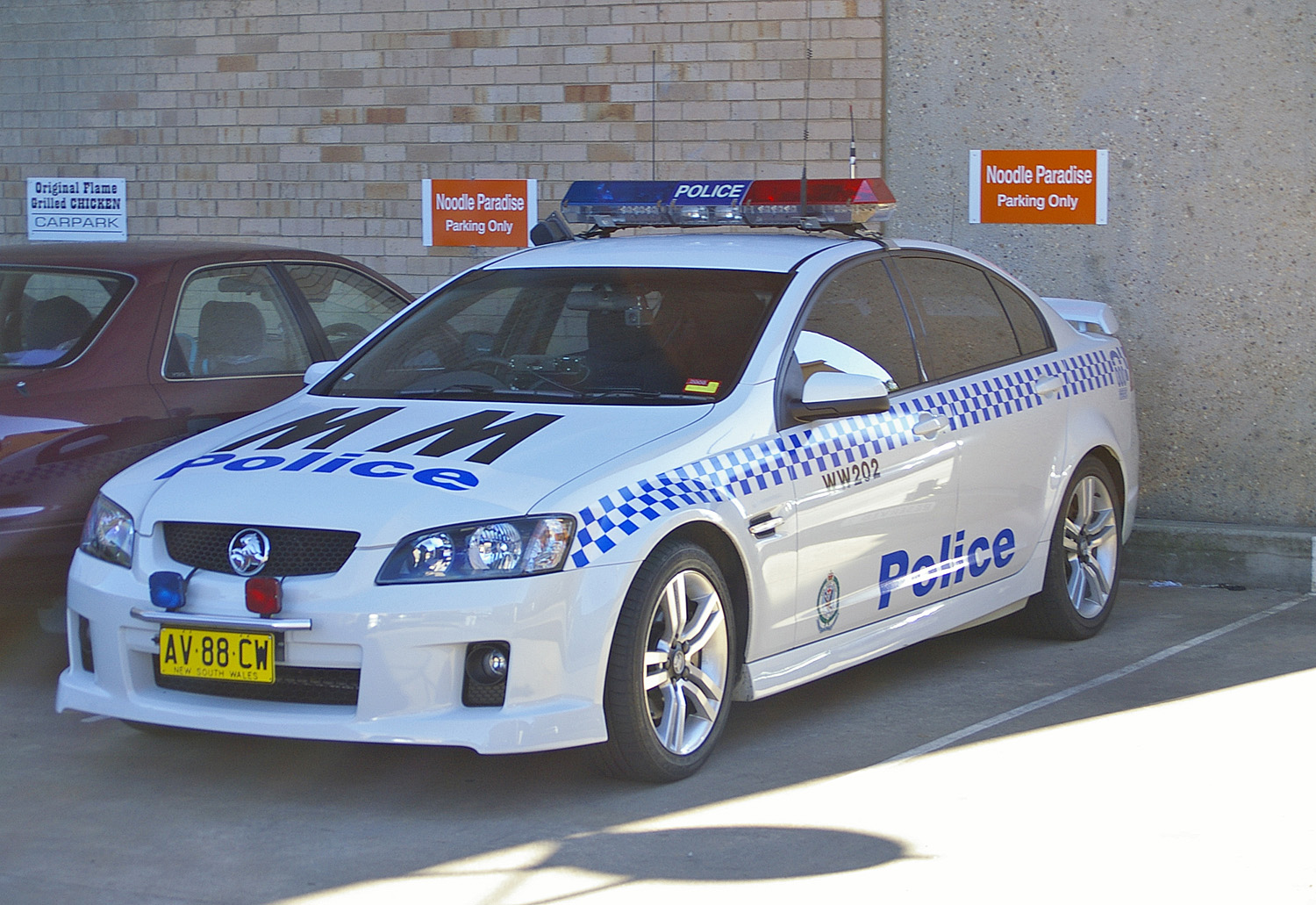
شيفروليه لومينا التي انتجت في أستراليا بين عام 2007م وحتى الآن وتأتي أيضاً بشعار هولدن الأسترالية

تأتي شيفروليه لومينا بأكثر من محرك أحدهما قياسي والآخر اختياري.
- المحرك القياسي : محرك Alloytec V6 سعة 3.6 ليتر بقوة 240 حصاناً.
- المحرك الاختياري: محرك Generation III V8 سعة 5.7 LS1 ليتر من الجيل الثالث بقوة 335 حصاناً صافي. إصدار سنه(99-2006)
- المحرك الاختياري: محرك Generation IV V8 سعة 6.0 L98 ,L77 ,L76 ليتر من الجيل الرابع بقوة 362 حصاناً صافي. إصدار سنه(2007-2013)
- المحرك الاختياري محدود: محرك LS3 V8 سعة 6.2 ليتر محرك المستخدم بسيارة كورفت بقوة 430 حصاناً صافي. إصدار محدود(CR8)سنه(2008-2009)

## أنظمة الأمان
1. أربع وسائد هوائية للسائق والراكب الأمامي، أماميتان وجانبيتان.
2. نظام الفرامل المانع للانزلاق (ABS).
3. نظام التوزيع الإلكتروني لقوة الفرامل (EBD).
4. نظام دعم الفرملة (BA).
5. نظام التحكم بالاستقرار (TC).
6. نظام التحكم في دوران الاطارات TCS وهذا النظام متوفر في طراز S من 2005 إلى 2009.
7. نظام التحكم في ثبات السيارة في الانحرافات ED وهو متوفر في طراز 2009 طراز SS.

## لومينا على الطريق
1. عانت السيارة الكثير من المشاكل التقنية بالأخص فئة Ls مقارنة بفئة SS.
2. تستهلك وقود بشكل ملحوظ وخصوصاً الـ SS بسبب السعة 3.8 & 5.7 لتر وهذا معروف في السيارات الأمريكية.
3. LS تعطي 215 حصان بسعة 3.8 لتر تعتبر قليلة مقارنة بباقي السيارات الأمريكية.
4. واسعة ومريحة وشكلها جذاب ولها العديد من الاكسسوارات.

5. سعرها جيد نسبياً خصوصاً انها صنفت من فئة السيارة العائلية الكبيرة والرياضية .